# Улица Сауна
Улица Са́уна (эст. Sauna tänav, Банная улица,  Badestubenstraße) — короткая (148 метров) улица в историческом районе Старый город Таллина (Эстония), между улицами Виру и Вяйке-Карья.

## История
Улица получила своё название по бане, появившейся на ней не позднее начала XIV столетия (находилась на месте современных домов 6-8). Одно время баней владел купец и член городского совета Ханс Кроувель, в XV веке улицу называли «Маленькая улица, где находится баня Кроувеля». Бани были закрыты в XV веке, как источник заражения сифилисом. На российских дореволюционных картах улица указывалась как Банная.
Во второй трети XVI века на углу современных улиц Виру и Сауна существовал соляной склад.
В 1997 году здание бывшего средневекового амбара было предложено реконструировать для размещения фойе театральной студии «Старый город», зрительный зал со сценой предполагалось устроить на территории внутреннего двора. Удалось вырыть только котлован для нового здания. После прекращения работ произошло заболачивание территории.
Почти через 15 лет небрежения, существования без крыши, старинный амбар (д. 10) был реставрирован, сохранены и законсервированы оригинальные деревянные стойки, перекрытия и деревянные закрома для зерна, расчищен на свою первоначальную глубину подвал, укреплены своды, раскопаны ниши для свечей и т. д. В 2012 году реставрированное здание вместе с двумя другими зданиями (улица Поска, 53 и Сеэне, 8) признано лучшим объектом реставрации

## Застройка
Регистровый адрес улицы носят 10 строений.
- Дом 1 —  памятник архитектуры[8] (1914, архитекторы Карл Бурман, Артур Перна), в советское время в нём располагалась столовая «Централь» и сосисочная.
- Дом 10 — амбар (1537 г.), перестроен.

## Улица в кинематографе
На улице был снят ряд эпизодов фильма «Обнажённая в шляпе» (Игорь спешит на работу по этой улице).